# Euphylax
Euphylax is een geslacht van kreeftachtigen uit de klasse van de Malacostraca (hogere kreeftachtigen).

## Soorten
- Euphylax dovii Stimpson, 1860
- Euphylax robustus A. Milne-Edwards, 1874